# NGC 2055
NGC 2055 ist ein offener Sternhaufen im Sternbild Schwertfisch in der Großen Magellanschen Wolke.
Das Objekt wurde am 24. September 1826 von James Dunlop entdeckt.